# Heterachthes texanus
Heterachthes texanus – gatunek chrząszcza z rodziny kózkowatych. 

## Taksonomia
Gatunek ten został opisany w 1957 roku przez Earla G. Linsleya. Jako miejsce typowe podał on Chisos Mountains w Parku Narodowym Big Bend w Teksasie.

## Zasięg występowania
Występuje w Teksasie.

## Morfologia
Osiąga 4,5 mm długości ciała. Pierwsze człony czułków bardzo silnie pogrubione. Nogi i pokrywy pokryte bardzo długą, sterczącą szczecniką. Ubarwienie górnej strony ciała jednolicie brązowe i matowe, spodniej zaś błyszczące. 